# ثقافة عصبية
إن الثقافة العصبية هي العلاقة بين العلوم التي تدرس وظيفة الدماغ والثقافة. نحن نعي أن الأخيرة هي المعرفة والتاريخ والعادات والأفكار والقيم الخاصة بجنس الـإنسان، ومظاهره في أي شكل من أشكال التعبير: الاجتماعي أو العلمي أو الفني أو الفلسفي أو الأخلاقي أو الديني، إلى ما غير ذلك.

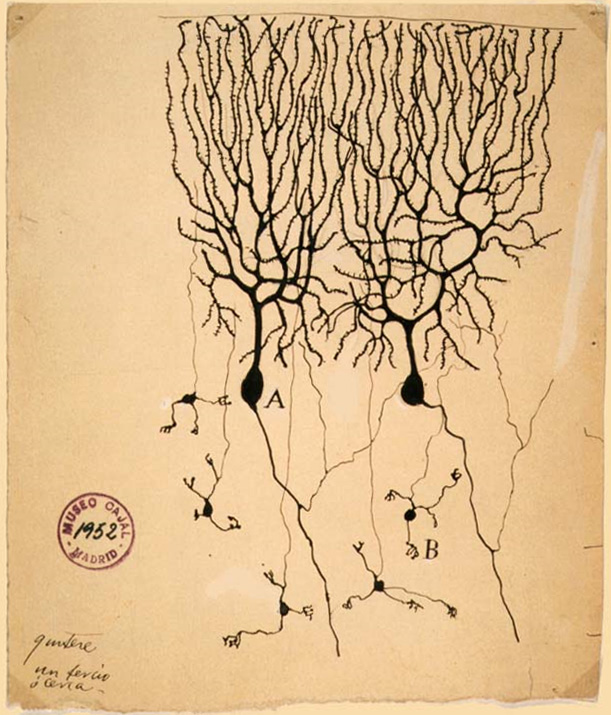
رسم لسانتياجو رومان واي جاجال لنوعين من الخلايا العصبية الملونة بطريقة جولجي المأخوذة من مخيخ إحدى الحمامات.

إن أساس الثقافة العصبية هو أن كل ما يبتكره الإنسان يتولد في الـدماغ بداية من الوظائف الأكثر بدائية الناتجة عن ملايين السنين من التطور وانتهاء بالتعبيرات الفائقة مثل الفن أو الدين أو التفكير العلمي. ومن ثمّ، فالرابط الذي يصل الوظيفة البيولوجية للدماغ بنتائج عملياتها ينشئ منهجًا لتفسير كيف يتفاعل البشر مع بيئتهم بكل طريقة ممكنة.
إن دراسة البشر تم تحليلها من قبل العديد من العلماء والفروع المعرفية الإنسانية مثل الـفلسفة وعلم الاجتماع وعلم الإنسان وعلم النفس وعلم الـإلهيات والـأخلاقيات والـتشريع. وإن المعرفة التي لدينا هذه الأيام حول طريقة عمل الدماغ تجعل من المستحيل تجاهل هذه الأنظمة أن الدماغ يعتبر المسؤول عن خلق الأفكار وتنظيمها؛ مما يؤدي إلى البيانات والاستنتاجات والهياكل والقوانين وفي النهاية إلى المحتوى الذي يطابقها.
إن العلوم العصبية إلى جانب الأنظمة الإنسانية والعلمية تنشئ مستوى جديدًا من الدراسة التي تؤدي إلى إعادة تقييم بعض مجالات الدراسة، وبالطبع إلى إثرائها.
ونتيجة لهذا المنهج الذي تشترك فيه العلوم العصبية مع بقية الأنظمة الإنسانية والعلمية تظهر مصطلحات مرتبطة جديدة. فعلى سبيل المثال، أصبح لدينا اقتصاد عصبي أو فلسفة عصبية أو أخلاقيات عصبية أو إلهيات عصبية جماليات عصبية أو معرفة عصبية أو تعليم عصبي. فأي مجال قابل للدراسة يتجه إلى الارتباط بالعلوم العصبية.
وبغض النظر عن المجتمع الثقافي الذي نتعامل معه؛ فإن الدماغ لديها وظيفة ذات خصائص تعتبر مشتركة بين كل مجتمع وعرق على وجه الأرض. وقد تم إثبات هذه الخصائص عبر التصوير بالرنين المغناطيسي، كما تم أيضًا إثبات أن الانفاعلات والمشاعر المرتبطة بالأخلاق والحب والسعادة وإلى ما غير ذلك، تقوم بتنشيط نفس مناطق الدماغ بغض النظر عن المجتمع أو العرق الذي نتعامل معه. ولكن الاختلافات الوحيدة ناتجة عن طريقة تفسير الثقافات المتنوعة للحقائق وأنماط الحياة والمعتقدات الأخلاقية بطريقة أو بأخرى

## وصلات خارجية
- Chiao & Ambady, Cultural neuroscience
- Han & Northoff, Transcultural neuroimaging
- Corante: web site of neuroscience
- Mind Hacks: breaking news of neuroscience